# サザン・クロス駅

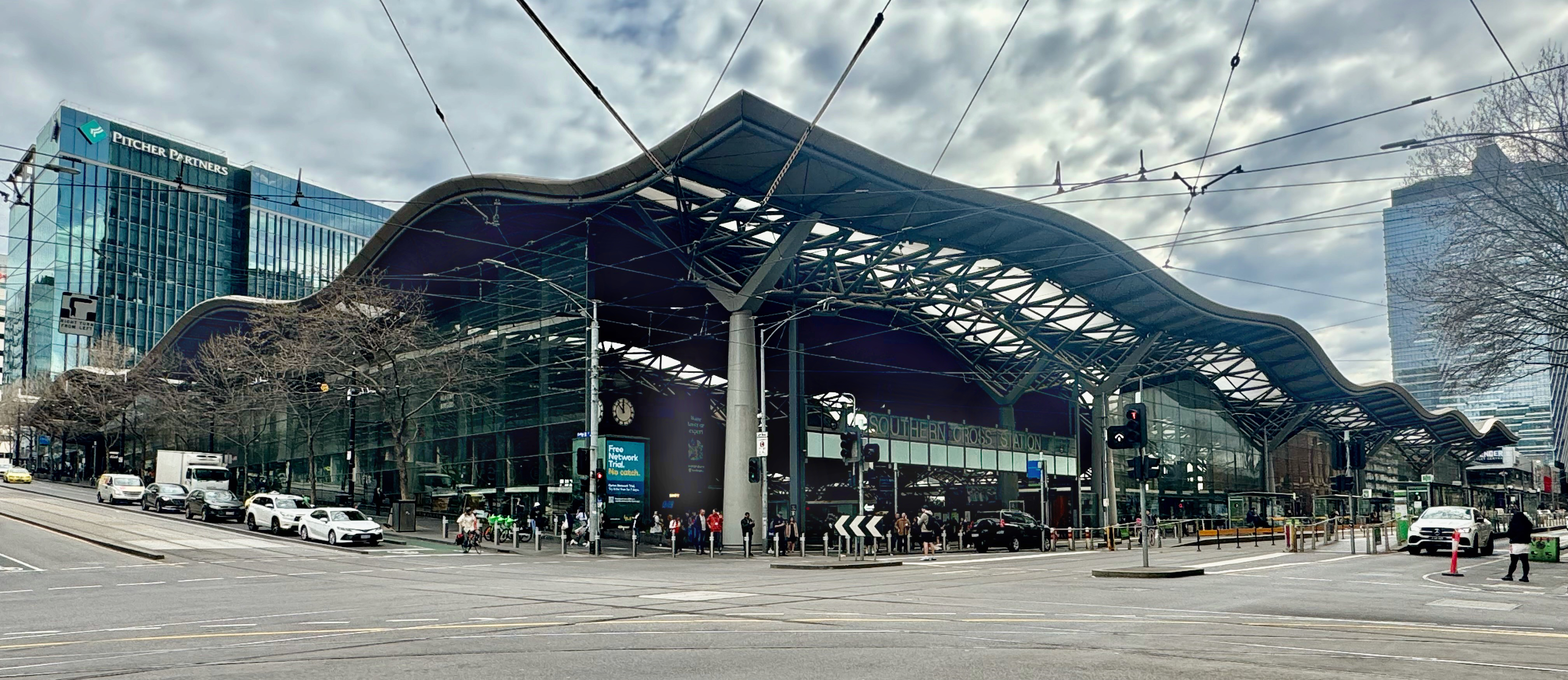
スペンサー通りとコリンズ通りの交差点から望む駅舎(2024年)

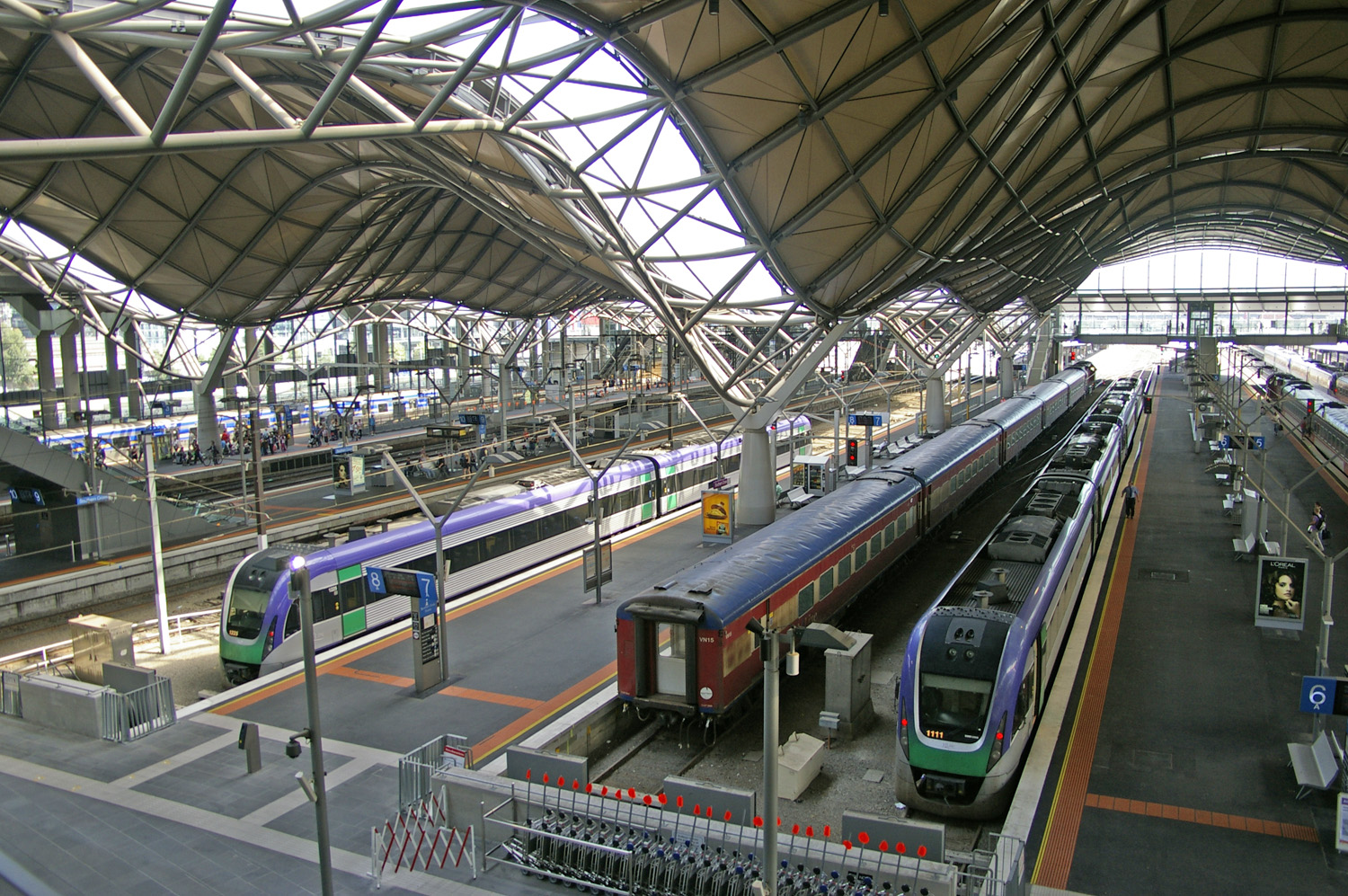
駅構内

サザン・クロス駅（サザン・クロスえき、英: Southern Cross station）はオーストラリアビクトリア州のメルボルンにあるターミナル駅である。中心市街西端にあり、スペンサー通り（およびコリンズ通り）に面している。2005年までは、スペンサー・ストリート駅（Spencer Street station）と呼ばれていた。
メルボルンの代表的なターミナル駅で、近郊路線であるメトロ、州内の都市間を結ぶV/Line、アデレードやシドニーなどからの長距離列車のオーバーランドとXPTが乗り入れている。
隣接する施設の地下バスターミナルには、メルボルン空港 (SkyBus)、アバロン空港からの空港バス、州内外からの中長距離バスが発着する。
駅周辺にはトラムの停留場がいくつかある。

## 駅構造
プラットホームは1から16あり、主にV/Lineがプラットホーム1～8と15、16を、メトロがプラットホーム9～14を使用している。プラットホーム1と2は、オーバーランド、XPT、およびV/Lineのオルベリー線が使用している標準軌（1,435mm）にも対応できるよう、広軌（1,600mm）との三線軌条になっている。その他のプラットホームは広軌のみである。
また、プラットホーム2～8、15、16では同じホームを2A、2Bのように2つに分け、同じ線路上に短い編成の列車が縦に並んで停車できるようになっている。（プラットホーム8は、8A、8Bとは別に8Sがある。）
駅構内には、飲食店、コンビニ、スーパーマーケット、有料のシャワールーム、休憩所、コインロッカーなどがある。その他、駅の北側にショッピングセンター（Spencer Outlet Centre）が併設されている。

## 駅周辺
- ドックランズ・スタジアム（マーベル・スタジアム）